# Felice Romani

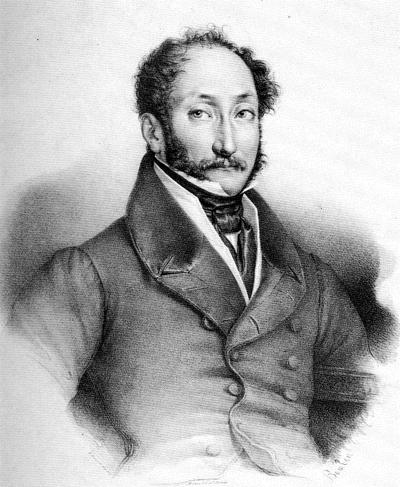
Felice Romani

Felice Romani, född 31 januari 1788 i Genua och död 28 januari 1865, var en italiensk poet. Han var skolad i litteratur och mytologi och skrev många libretton för operakompositörerna Donizetti och Bellini. Romani var ansedd som den finaste italienska librettisten mellan Metastasio och Boito.
Romani studerade i Pisa där han sade sig ha studerat lag för att göra familjen nöjd och litteratur för att göra honom själv nöjd. Senare gick han med i Genuas universitetsfakultet och översatte fransk litteratur. Tillsammans med en kollega förberedde han flera volymer behandlande mytologi och forntid, däribland den keltiska historien i Italien. Romanis sakkunskap i franska och om forntid reflekteras i de libretton som han skrev; majoriteten av dem baseras på fransk litteratur och många, liksom Norma, använder mytologiska källor.
Romani reste mycket i Spanien, Grekland, Tyskland och Frankrike och 1814 hade han etablerat sig i Milano och han blev vän med viktiga personer i den litterära och musikaliska världen. Han avstod från posten som hovpoet i Wien och inledde istället en karriär som operalibrettist. Han skrev två libretton för kompositören Mayr, som resulterade i hans anställning som librettist på La Scala. Romani blev en av de högst ansedda av alla italienska librettister i hans ålder och producerade nästan hundra libretton. Trots hans intresse för fransk litteratur vägrade han att arbeta i Paris.
Som regel skapade Romani inte sina egna historier; han höll sig informerad med vad som hände på den parisiska scenen och anpassade libretton som var populära där, men detta var inte alltid en kassaskåpstrategi som gav de oklara intellektuella egenskapsrätterna legaliserade av tiden. I ett fall förberedde Romani ett libretto som baserades på pjäsen Lucrezia Borgia av Victor Hugo till operan Lucrezia Borgia av Donizetti, men då den sattes upp i Paris år 1840, erhöll Hugo ett föreläggande mot ytterligare produktioner. Librettot skrevs om och ändrade namn till La Rinegata, med de italienska karaktärerna ändrade till turkar.
Romani skrev librettona för Bellinis Il pirata, La Straniera, Zaira, I Capuleti e i Montecchi, La Sonnambula, Norma och Beatrice di Tenda, för Rossini Il Turco in Italia, och Donizettis Anna Bolena och L'elisir d'amore (som han anpassade från scribes Le philtre). Han skrev också ett libretto (ursprungligen för kompositören Adalbert Gyrowetz) till den unge Verdi som användes för hans tidiga komedi Un giorno di regno.
Romani ansågs som en idealisk partner till Bellini, som citeras som ha sagt: ”Ge mig goda verser och jag skall ge dig god musik”. Dramatiska, till och med överdådiga, ”situationer” som uttrycktes i verser ”som designades för att beskriva passionerna på det mest livliga sätt” vad var Bellini sökte efter i ett libretto, enligt ett brev till Florimo, 4 augusti 1834, och han fann dem i Romanis texter.
Men när bägge misslyckades med Beatrice di Tenda skyllde de på varandra. När han hade satt I Puritani till ett libretto av Carlo Pepoli, var Bellini fast besluten att inte komponera någon mer italiensk opera med någon annan än Romani. I Puritani var hans sista opera; han dog mindre än ett år efter dess premiär. Romani sörjde honom djupt och skrev en dödsruna där han uttryckte sitt djupaste beklagande över deras motsättning.
1834 blev Romani redaktör för Gazzetta Ufficiale Piemontese, i vilken han bidrog med litterär kritik. Han behöll posten, med ett avbrott 1849 – 1854, ända till sin död. En volym av hans lyriska poem publicerades 1841.